# 哈薩尼亞播棋
哈薩尼亞播棋（Krur），是流傳於西撒哈拉哈薩尼亞人的兩人棋類，是種播棋類，具有特別的遊戲方式。

## 棋具
- 長方形棋盤，分為兩列各四洞，玩家各控制一列。

- 初始佈置時，每個洞有四顆棋子。

## 規則
- 每回合玩家輪流行棋，從己方洞中之一取出所有棋子，以逆方向分配到其他的洞中，一洞分配一顆，直至分配完。當最後分配的一顆棋子若落在有棋子的洞中時並不是剛好在對手洞正好成為四顆時，需再從該洞以同方向再進行分配動作，直到最後分配的棋子落在無棋子的洞中，或是在對手洞中正好成為四顆。

- 若最後分配的棋子讓對手洞正好成為四顆，則將該洞記號宣告查封。被查封的棋洞，原先控制者在遊戲中不得從中取子或分配棋子。

- 無法行棋時輸掉遊戲[1]。